# Зоммер, Рафаэл
Рафаэл Зоммер (англ. Raphael Stefan Sommer; 21 июня 1937, Прага — 13 ноября 2001, Тель-Авив) — израильский и британский виолончелист, музыкальный педагог.

## Биография
Родился в музыкальной семье: его мать Алиса Херц-Зоммер (1903—2014) была музыкальным педагогом и пианисткой, отец Леопольд Зоммер (1905—1944) — бизнесменом и скрипачом-любителем. В годы немецкой оккупации был вместе с родителями заключён в концентрационный лагерь Терезиенштадт, откуда отец был депортирован в Освенцим и позже убит в Дахау; Рафаэл с матерью выжили и после освобождения лагеря советскими войсками вернулись в Прагу (где он начал брать уроки у Карела Садло), а в 1949 году переехали в Израиль.
В 1956 году окончил Академию музыки и танца имени С. Рубина в Иерусалиме. В 1958 году продолжил обучение у Мориса Марешаля и Поля Тортелье в Парижской консерватории. В 1961 году Рафаэл Зоммер выиграл Международный конкурс виолончелистов имени Пабло Казальса и в следующем году закончил консерваторию.
С 1967 года он главным образом жил и работал в Великобритании, где возглавлял виолончельное отделение Королевского Северного колледжа музыки в Манчестере. Работал художественным руководителем и дирижёром Первого камерного оркестра в Лондоне, и с 1989 года был профессором Гилдхоллской школы музыки и драмы. Вместе с женой, французской виолончелисткой Женевьев Зоммер (фр. Geneviève Teulières-Sommer) организовал фестиваль и организацию CELLO arte, создал также Salomon Trio с Элизабет Бальмас (Élizabeth Balmas) и Даниэлем Адни.
Записывался на французском лейбле Lyrinx, вместе с Даниэлем Адни записал все композиции для виолончели и фортепиано Мартину для Би-Би-Си и Израильского радио.
Лауреат конкурса Пятигорского в консерватории Новой Англии и Международного конкурса в Сантьяго-де-Компостела (1965), дипломант Международного конкурса исполнителей в Мюнхене (1963).
Первым браком (1965—1978) был женат на Сильвии Отт, двое сыновей — Давид и Ариэль Зоммер.